# Bokens folk
Bokens folk (arabiska:  أهل الكتاب – Ahl al-Kitāb) är ett uttryck som myntades i den muslimska världen för att beteckna anhängare till andra, äldre, närbesläktade monoteistiska religioner med ursprung i Sydvästasien – det vill säga judendomen och kristendomen –  som likt islam har en uppenbarad skrift med ett i förhållande till islam besläktat andligt innehåll. En religionsvetenskaplig term för detta och liknande fenomen är skriptualism.
I den arabiska mytologin omtalas också ett arabiskt folk som kallas sabier, döpare, det vill säga mandeer vilka inom islam betraktats som bokens folk. Sabierna nämns tre gånger i Koranen.

## Judar, sabier och kristna
Bokens folk skyddas av Koranen i bland annat följande vers:
| ” | De, som tro, och de, som äro judar, sabierna och de kristna, så vitt de tro på Gud och den yttersta dagen och handla rättskaffens, över dem skall förvisso ingen fruktan råda, och de behöva ej varda bedrövade. Koranen 5:73. | „ |

Koranen varnar de övriga bokens folk för konsekvenserna av förvillelse och irrläror, bland annat dem som tror att Jesus hade en gudomlig natur eller tror på en treenig gud, det vill säga de kristna. Men det är Gud de ska frukta, inte muslimerna:
| ” | Otrogna äro de, som säga: "Gud är förvisso Kristus, Marias son", ty Kristus sade: "Israels barn, dyrken Gud, min och eder Herre!" Om någon sätter någon vid Guds sida, förmenar Gud honom förvisso paradiset, och hans hemvist varder elden; ja, de orättfärdiga skola ej få några hjälpare. Otrogna äro de, som säga: "Gud är förvisso den tredje av tre." Det finns ingen gud utom en enda Gud, och om de ej upphöra med vad de säga, skall sannerligen ett plågsamt straff drabba dem, som äro otrogna. Skola de ej omvända sig till Gud och bedja honom om förlåtelse? Ja, Gud är överseende och barmhärtig. Koranen 5:76-78. | „ |

### Dhimmi
Muslimerna kan inte göra någonting åt Guds dom över människor som vantolkat Guds budskap, men det mänskliga samhället måste ha sina regler och dess medborgare måste skyddas från både förbrytare och anfallande hedniska folk. Uttrycket Bokens folk kan därför tolkas som att muslimerna har ett ansvar att skydda judar och kristna i sina länder (länder där den överväldigande majoriteten är muslimer), även om de är underordnade. Handel och ekonomi måste fungera eftersom välstånd är att föredra framför inbördeskrig och ekonomisk nedgång.
Termen dhimmi kan översättas till "skyddad person" eller "skyddade personer", och de som har fått denna särställning är just folk med en monoteistisk uppenbarelsereligion. Det är främst judar och kristna som åtnjutit detta beskydd, men när islam bredde ut sig blev även andra grupper med äldre skrifter än islam inkluderade i dhimmi-systemet (men aldrig accepterade som bokens folk) Det gäller zoroastrianerna som muslimerna tidigt i sin historia stötte på i Iran, liksom hinduerna på den indiska subkontinenten och buddhisterna i Sydostasien. En viktig historisk skillnad är att olika lagstiftningar gällt för olika religioner.
Att tillhöra dhimmi innebär i sin mest humanitära variant att man visserligen inte har samma rättsliga status eller medborgerliga rättigheter som en muslim, men ändå åtnjuter militärt och polisiärt beskydd, har rätt till liv och egendom och att utöva sin religion och de religiösa lagar och traditioner som hör samman med denna. Exempelvis behöver inte en dhimmi tjänstgöra i försvaret eller betala den muslimska skatten zakat, men måste i gengäld betala andra speciella skatter, som jordskatter, avgifter och (jizya). De har varierat genom seklerna. Under århundradena har det ibland handlat mer om brandskattning och både kvinnor och barn har krävts som tribut. Webbplatsen Islam svarar beskriver däremot jizya som något som muslimerna inte uppfann, men förädlade till ett rättvist sätt att behandla olika folk på. Det var bara vuxna män som inte var fattiga eller gamla som betalade jizya. Skatten skulle inte vara större än att de hade råd att betala den, och fattiga dhimmis kunde å andra sidan få försörjningsstöd. Shariah föreskriver skydd för dhimmis liv och egendom och även dödsstraff för att mörda en dhimmi, konstaterar Islam svarar och påpekar att de kristna i Europa före modern tid inte hade några som helst regler för att skydda judar och muslimer.
I K.V. Zetterstéens översättning av Koranen omnämns jizya på följande sätt:
| ” | Striden mot dem, som ej tro på Gud och den yttersta dagen, ej helighålla vad Gud och hans apostel förklarat heligt och ej bekänna sanningens religion, dem, som fått skriften, nämligen, tills de villigt giva skatt och ödmjuka sig! . Koranen 9:29 | „ |

Samma sura enligt Mohammed Knut Bernström:
| ” | ’Kämpa mot dem som, trots att de (förr) fick ta emot en uppenbarad Skrift, varken tror på Gud eller på den yttersta dagen och som inte anser som förbjudet det som Gud och Hans sändebud har förbjudit och inte iakttar den sanna religionens bud – (kämpa mot dem) till dess de erkänner sig besegrade och frivilligt betalar skyddsskatten. Koranen 9:29. | „ |

Jizya utövades mest under medeltiden, och många muslimska länder har moderniserat både skattesystem och lagar. Jizya hör ihop med sharia. I modern tid har det ofta handlat om utpressning och lösesummor i stället, ibland mot ett helt folk som sikherna.
Både graden av beskydd och underordning har varierat genom århundradenas lopp. Muhammed och hans budskap togs inte på allvar bland de nestorianska, östsyriska kristna och de judar han kom i kontakt med. Muhammed själv vidhöll länge att de kristna var närmast det växande muslimska samfundet när det gällde gudskärlek (Koranen 5:85) och att många kristna grät av rörelse när de fick höra om Muhammeds uppenbarelser (Koranen 5:86). Judarna i Medina på 620-talet uppfattade honom som en okunnig, självutnämnd profet som inte haft några uppenbarelser utan lånat material från deras bibel, men blandat ihop personer och händelser.
Inom islam är det den muslimska skriften, Koranen, som anses representera slutförandet av de skrifter som finns bland Bokens folk. Det är Guds sanna, slutgiltiga och eviga budskap till världens människor. Bibeln och Koranen är av olika karaktär, trots att Koranen bygger på mycket bibliskt material. Bibeln innehåller 66 böcker som är skrivna av 40 författare under en period av över 1000 år. Koranen är sammanställd på 600-talet och innehåller bara profeten Muhammeds förkunnelse. De flesta kristna tror att Bibeln är Guds ord, även om det för många är oklart hur. En muslim, däremot, tror att Koranen är en exakt kopia av den himmelska Ur-koranen, Guds slutliga och fullbordade ord, förmedlade av den siste profeten, Muhammed. Koranen kan inte ifrågasättas. Detta är anledningen till att islam förkastar och förföljer religioner som uppstått efter Muhammed, trots att det handlar om monoteistiska uppenbarelsereligioner som exempelvis bahá'í, vars skrifter kommunicerar med judendomen, kristendomen och islam.
Muhammed var den siste profeten och inga profeter kommer att framträda efter honom, och ingen uppenbarelse kommer efter Koranen. Eftersom Bokens folk precis som muslimer erkänner Abrahams Gud som den enda guden, och eftersom de i likhet med muslimer utövar uppenbarade religioner, kan de omfattas av tolerans och autonomi trots att de lever och verkar i samhällen som styrs av sharia (islamisk gudomlig lag). Koranen identifierar dem som inget har att frukta:
| ” | Bekämpen icke dem, som fått skriften, annat än på det sätt, som är lämpligast, undantagandes dem, som göra orätt. Sägen: "Vi tro på vad som nedsänts till oss och nedsänts till eder; vår Gud och eder Gud är en och samma, och vi äro honom undergivna" . Koranen 29:45. I svensk översättning av K.V. Zetterstéen, 1917. Utgiven av Wahlström och Widstrand 2003. | „ |

## Andra tolkningar av "Bokens folk"

### Judendomen
I judendomen används begreppet "Bokens folk" (hebreiska: עם הספר, Am HaSefer) för att hänvisa specifikt till det judiska folket och Torah, liksom till det judiska folket och den bredare kanon av den nedskrivna judiska lagen (inklusive Mishna och Talmud). Anhängare av andra böcker med besläktat innehåll fanns inte till eftersom dessa religioner uppstod senare än judendomen. När judarna först stötte på begreppet Bokens folk, som kunde användas lite nedsättande, kom det med tiden att accepteras med stolthet som en legitim hänvisning till en rik kultur och en kraftfull religiös identitet, förankrad i grunden i Torah, den ursprungliga lagboken som är betydligt äldre än Koranen.

### Kristendomen
I kristendomen förekommer begrepp som "Bokens folk" som en beskrivning av den kristna tron bara inom vissa riktningar. Baptistkyrkan, metodistkyrkan, sjundedagsadventisterna, samt puritaner och kväkare har anammat begreppet "Bokens folk"  Ett ganska vanligt namn på Bibeln är "Guds Ord", men det finns ingen motsvarande beteckning typ "Ordets folk"

### Zoroastrismen
Den iranska religionen zoroastrismen har bidragit med mycket till "Bokens folk": paradiset, helvetet, djävulen, en domens dag, själens natur m.m. Den har långt ifrån accepterats av islam. Dels var gamla zoroastrismen ganska urvattnad när islam nådde Iran, dels har muslimerna inte betraktat den som monoteistisk eftersom Gud –  Ahura Mazda, senare sammansmält med Spenta Mainyu (den verksamme, den gode),  till Ohrmazd – för ett kosmiskt krig mot den nästan lika starka onda kraften, Ahriman.[källa behövs] Zoroastrismens äldsta skrifter, som är samlade i Avesta, innehåller heller inga abrahamitiska berättelser eller skildringar som kan hittas i Bibeln eller Koranen. När islam trängde ut zoroastrismen i dess hemland, Iran, flydde många troende till Indien, speciellt till Bombay-området, där de kallas för parser.
I dagens Iran är zoroastrismen på sin höjd tolererad. Den är officiellt erkänd som minoritetsreligion tillsammans med judendom och kristendom. Ökenstaden Yazd, 67 mil söder om Teheran, är religionens centrum med kanske 10 000 praktiserande zoroastrier. Det största antalet bor i Teheran, men förtrycket och svårigheterna har gjort att de flesta fortsätter att utvandra. De utvandrade finns framför allt i Indien, men också i Australien, Kanada och USA. Ett fåtal bor i Sverige. Vanligtvis uppges att det finns omkring 150 000 zoroastrier i världen, men den ansedda religionssajten hävdar, med utgångspunkt i insänd statistik, att zoroastrierna kan räknas i miljoner troende. Detta beror på att de har hållit en mycket låg profil i Sydvästasien, Iran och Afghanistan.
Efter terroristattackerna den 11 september 2001 och de senare USA-ledda interventionerna i Afghanistan och Irak, har zoroastrier i Iran, Irak, Pakistan och Afghanistan upplevt att förföljelserna minskat, och har därför blivit mer öppna för att identifiera sig själva. Omvärlden verkar dessutom ha upptäckt eller fått en ökad respekt och intresse för denna iranska religion som en gång var en av de största i världen.

### Bahá'í
Bahá'í-tron räknas inte som ett Bokens folk, men å andra sidan har trons grundare, Bahá'u'lláh (1817–1892), avskaffat alla människoskapade indelningar av mänskligheten och tillbakavisar skriptualismen. Grundläggande i Bahá'u'lláhs undervisning är den enhet som utgörs av världens människor, det finns inget speciellt "Bokens folk" Till mänskligheten säger han: "Ni är alla bladen på ett träd och frukterna på en gren." Med detta menas att mänskligheten är som ett träd, att nationer eller folk är olika grenar och de enskilda människorna är som frukt och blommor detta. På detta sätt förklarade Bahá'u'lláh mänsklighetens grundläggande samhörighet, men i alla tidigare religiösa läror har man föreställt sig mänskligheten som uppdelad i två delar: den ena känd som Bokens folk eller det rena och oförfalskade trädet, den andra som Otrohetens folk eller det onda och ruttnande trädet. Det förra ansågs representera de trofasta medan det andra inhyste irreligiösa och otrogna. En del av mänskligheten var mottagare av Guds barmhärtighet och den andra delen av mänskligheten var föremål för sin Skapares vrede. Genom att proklamera mänsklighetens enhet anses han ha avskaffat alla generaliserande indelningar av mänskligheten och dess religiositet – som Bokens folk kontra icke Bokens folk eller om Koranen eller Bibeln är bäst. Enligt Bahá'u'lláh gäller Guds nåd och barmhärtighet alla människor. Bilden av en hämndlysten, svartsjuk och lättretad Gud är falsk, ett mänskligt påfund. En annan av Bahá'u'lláhs principer är att alla har rättigheten och plikten att självständigt, och utan påtryckningar, undersöka vad som är sant. Ingen människa bör blint följa sina förfäders traditioner Guds profeter eller sändebud har alla proklamerat samma sanning, de skillnader som finns beror på människors förmåga att ta emot budskapet, en andlig mottaglighet som mänskligheten blivit bättre på genom årtusendena, på vilken grupp av människor som Gud vänt sig till med sina olika sändebud, samt på felskrivningar och förfalskningar när Guds ord skrivits ner, särskilt före tryckkonstens spridning. Enligt Bahá'u'lláh ska de som är starkare i sin andlighet räcka ut en hjälpande hand till dem som inte kommit lika långt i sin själsliga utveckling: 
| ”              | Några sover, de måste väckas. Vissa är sjuka, de behöver bli helade. Vissa är omogna som barn, de måste utbildas. | „ |
| – 'Abdu'l-Bahá | |   |